# Ђорђи Зографски
Ђорђи Јаков Зографски (мак. Ѓорѓи Зографски, Папрадиште, 1871 – 1945) један је од утемељивача профаног сликарства у македонској уметности, и један од најдоследнијих следбеника дела Димитра Андонова-Папрадишког (1859–1954),3  са којим почиње нови период у развоју ликовне уметности у Македонији. Свој уметнички израз Зографски је развијао и формирао у друштвено-политичким и културно-уметичке приликама у Македонији, Русији, Бугарској и Србији, срединма у којима се он кретао или дуже време живео и стварао.

## Живот и каријера
Рођен је 1871. године у селу Папрадишту, у непосредној близини Велеса, од оца Јакова Зографског мајка Ката, домаћица. Отац му је пореклом из Рензовско-Зографског рода, који је дао бројне способне и талентоване мајсторе свог заната, један од њих је био у оно време признати зограф Дамјан Јанкулов (1770–1830),  мајстор-градитељ, резбар и живописац.
Основну школу је завршио у Папрадишту, учећи и читајући „старе старосло-венске књиге“, од којих је већина била црквеног карактера. Почев од раног детињства 
помагао је оцу, а када је одрастао, пратио га је и на путовањима, и учио од њега зографски занат. У тринаестој години живота Ђорђи Зографски је био сведок Један крвави догађај који се десио Папрадишту, у време када је Ђорђи Зографски имао  тринаестој години, и коме је он био сведок снажно је утицао на то да се у свом сликарском опусу бави  историјским темама и сликању тог трагичног догађаја.

### Боравак у Русији
Захваљујући свом сликарском таленту, који је уочио руски конзул у Призрену Иван Јастребов, , боравећи у Велесу у сликарским радовима Ђорђија Зографског и  помого му да оде на школовање у Русију на стручно усавршавање у Москву и Санкт Петербург, на коме је млади уметник провео десет месеци.

### Повратак из Русије
По одласку из Русије  заједно са пријатељем  Иваном Димитриевим, академским сликарем из Бугарске, радио је у Софији, све док Димитриев није постао професор, 1888. године. Ђорђи је, потом, једно време сам радио фрескодекорације по кућама богатих македонаца који су живели и  радили у Софији.12 У том периоду је изучио и фотографски занат, јер су наручиоци портрета тражили да најпре виде своју увећану фотографију, по којој би им Зографски насликао портрет. Из овог периода потиче Женски портрет,13 у духу академског реализма (можда прва уметникова љубав).
Током боравка у Бугарској,  Ђорђи је живео немирним и неуредним животом и доста путовао кроз Самоков, Ђустендил и друга места.
Зографски је 1894. године ступио у брак са Савом Мичајковом и са њом добио сина Тодор. После четири године брака, Сава је умрла (1898), а Зографски је следеће године заједно са оцем Јаковом отишао у Србију у којој је 1899. године радио на  иконостасу обновљене цркве Светог Великомученика Георгија у Сурдулици и фрескама украшавао цркву у селу  Сапранце, код Врања.
Подстакнут првим резултатима, по повратку у Велес, у кући у којој живи, уређује сопствену радионицу за извођење припремних радова на изради икона (дрвене греде, постављање основе и наношење цртежа).
Поново се жени 1903. године овога пута супругом  Росом Вециновом из Велеса, са којом је добио три сина Јована, Јордана и Данча.
Према наводима његовог сина Тодор Зографског, сазнајемо да је са  оцем Јаковом радио у Македонији и Софији, и да се њихова сарадња наставила и касније у Србији, све до смрти Јакова, 1907. године.

### Боравак у Нишу (1907−1912)
После смрти оца Јакова 1907. године, Зографски са женом Росом и троје деце  напушта Велес и одлази у Нишу, са намером да у овом граду остане дуже време.
Породица је у Нишу живела у непосредној близини Саборне цркве у Нишу, у чијој порти је једна од просторија  претворена у његов сликарски атеље. Ту је насликао иконе за цркву  Архангела Михајла  у селу Балајнац, цркву Светог Јована  у Орљану,  цркву Светог Прокопија у селу Шумане, Лесковац, цркву Светог Илијее у селу Печењевац, цркву Сабор Светих Апостола у селу Турековац и др.
У овом периоду Зографски је у нишком атељеу поред црквеног сликарства (као примарног у његовој стваралачкој активности), бавио се и сликањем историјских тема, мртвих природа, ретких пејзажа, али и портрета високих црквених достојанственика, свештеника, пријатеља и познаника.

### Повратак у Велес
После објаве Првог балканског рата 1912. Зографски  напушта Ниш и наставља да живи и ради у Велесу. У овом периоду сликао је иконе за цркву „Светог Никола“ у селу Мој, цркву Вазнесење Христово у селу Еловец и манастир  Свети Великомученик Димитрија“ у Велесу.
Током 1918. отворио је фото-атеље код Сахат-куле у Велесу, где је прво фотографисао познате личности а потом им сликао портрете.
По завршетку Великог рата изабран је за градоначелника Велеса, али је после кратког времена напустио ову функцију да би са синовима Јованом и Јорданом који су припремали подлоге за сликање могао да настави да слика иконе у Велесу и Велешком крају, Штипу и Кратову.
Период од 1927. до 1929. године сматра се једним од његових најплоднијих периода, током кога је поред икона и фресака,  насликао и многе портрете познатих личности, трговаца, занатлија и његових пријатеља из Велеса.

### Поново у Србији (1930−1932)
Између 1930. и 1932. Зографски је по трећи пут отишао у Србију где је 1930. године сликао иконе и фреске. У овом периоду осликао је цркву Светог Константина и Јелене у  Пожеги. Потом је за исту цркву насликао још неколико икона  (1931).
Зографски је наредне  1932. фрескодекорисао цркву (капелу) Светог Николе, на Новом гробљу у Београду.
Године 1932. по налогу Милана Стојмировића - Јованова, власника и уредника листа "Вардар" у Скопљу, Зографски је израдио више дела, портрета историјских и других личности. Ова дела израдио је на основу фотографија и гравура објављених у делима путописаца Аменског, Пуквила и других.

### Повратак у Велес (1933−1945)
Од 1935. до краја живота живео је  Велесу, углавном сликајући иконе за сеоске цркве у околини Велеса.
За време Другог светског рата, већ у осмој деценији живота, Зографски је у свом атељеу радио иконе и слике профаног садржаја – портрете Јакова Зографског, Данча Зографског, пано са ликовима градитеља, сликара и резбара. породица Рензовски.
До своје смрти активно је живео и радио за свој град, осликавајући фреске у цркви Успења Свете Богородице (1943) и цркви Светог Пантелејмона (1944 и 1945). Општа војна и политичка ситуација,  његове године нису га спречавали га да стално слика иконе и слике.
Преминуо је од прехладе децембра 1945. године у 74. години у скопској болници, где је послат на операцију ока (катаракта) .

## Уметничко стваралаштво
Сликарски ангажман Зографског био је интензиван и обиман током његове дугогодишње стваралачке каријере. У иконографији и фрескопису Зографски је остварио низ самосталних радова, ангажујући се у првом периоду више на простору Србије, а касније, око 1914/15. године, и у свом  завичају у коме је фрескодекорисао неколико цркава у Велешком крају. 
Поред обимног рада у области црквеног сликарства, Зографски је дао значајан допринос и на пољу профаног сликарства (стварању портрета истакнутих грађана, затим историјске композиције, пејзаже и мртве природе). Његовј ангажман на пољу световног сликарства издигао је Зографског на виши уметнички ниво и ставио га на пиједестал македонских сликара, који на прелазу из 19. у 20. век, заједно са Димитром Андоновим Папрадиским, чине прве значајне кораке ка придруживању савремени уметнички токови у македонском сликарству.
Занимљив је начин на који је Заографски радио портрет. Најпре је фотографисао модел, па га потом сликао у настојању да постигне што већу физичку сличност.  У велесу је Зографски насликао неколико портрета, од којих се извдвајају: Портрет сељака, 22  и  превише идеализован Портрет Тодора Зографског, 23 најстаријег Ђорђијевог сина из првог брака, насликаног као дечак између 4 и 5 година, око 1900. Овај портрет  за разлику од других портрета, није сликан по фотографији.
Велики ауторитет Зографски је стекао као сликар који је, поред црквеног, неговао и профано сликарство. Његов ауторитет и слава достигли су врхунац 1932. године, када је у дневној штампи објављено неколико текстова о његовом животу и раду.

## Признања
За допринос црквеном сликарству Зографски је одликован Орденом Светог Саве.